# Gravitație (Star Trek: Voyager)
„Gravitație” (titlu original: „Gravity”) este al 107-lea episod din al cincilea sezon al serialului TV american științifico-fantastic Star Trek: Voyager și al 13-lea în total. A avut premiera la 3 februarie 1999 pe canalul UPN. Actrița Lori Petty o interpretează pe extraterestra Noss.

## Prezentare
Tuvok și Paris se prăbușesc pe o planetă captivă aflată într-o porțiune din subspațiu. Aici cei doi întâlnesc o femeie pe nume Noss.

## Actori ocazionali
- Lori Petty - Noss
- Joseph Ruskin - Vulcan Master
- LeRoy D. Brazile - Young Tuvok
- Paul Eckstein - Yost